# Said Akl
Saïd Akl (auch Saeed Akl, arabisch سعيد عقل, DMG Saʿīd ʿAql; * 4. Juli 1911 oder 1912; † 28. November 2014) war ein libanesischer Dichter, Philosoph, Autor, Dramatiker und Reformator des Libanesisch-Arabischen. Er wurde als einer der einflussreichsten Poeten des Libanons angesehen.
Darüber hinaus war er Verfechter des libanesischen Nationalismus. Er entwickelte ein auf den lateinischen Buchstaben basierendes libanesisches Alphabet, bestehend aus 36 Buchstaben. Seine Werke bestanden unter anderem aus Poesie und Prosa, sowohl auf Libanesisch-Arabisch als auch in klassischem Arabisch. Außerdem verfasste er Theaterstücke und ist der Verfasser mehrerer bekannter Lieder.

## Persönliches
Akl wurde entweder 1911 oder 1912 in einer Maroniten-Familie in der libanesischen Stadt Zahlé geboren. Nachdem er seinen Vater im Alter von 15 Jahren verloren hatte, musste er die Schule abbrechen und arbeitete später zunächst als Lehrer und dann als Journalist. Er studierte Theologie, Literatur und Islamische Geschichte, wurde universitäre Lehrkraft und lehrte an einer Reihe von libanesischen Universitäten und anderen Instituten und Bildungseinrichtungen. Er starb im Alter von 102 oder 103 Jahren in Beirut, Libanon.

## Ideologie
In frühen Jahren war Akl Anhänger der Syrischen Sozial-Nationalistischen Partei (arabisch الحزب السوري القومي الإجتماعي), welche von Antun Saadeh geleitet wurde. Er wurde jedoch letztendlich von Saadeh aufgrund unlösbarer ideologischer Streitigkeiten aus der Partei verbannt.
Akl machte sich die machtvolle Doktrin eines authentischen, tausendjährigen Libanons, welches mit einem bedeutenden Sinn für libanesische Würde im Einklang stand, zu eigen. Seine Bewunderung der libanesischen Geschichte und Kultur ging mit starker Feindseligkeit in Bezug auf eine arabische Identität des Libanons einher. Er soll gesagt haben „Ich würde meine rechte Hand abhacken, um nicht Araber sein zu müssen“. 1968 gab er an, dass Arabisch aus der Literatur des Libanons verschwinden werde.
Der Libanon war für Akl der Ursprung von Kultur und das Erbe orientalischer Zivilisation, zeitlich noch vor der Ankunft der Araber in der Geschichte. Er betonte das phönizische Erbe der Libanesen.
Akl ist für seine radikalen libanesischen Einstellungen bekannt; er wirkte 1972 bei der Gründung der Lebanese Renewal Party (arabisch حزب التجدّد اللبناني, transkribiert als Hizb al Tajaddod al Lubnaani) mit, die von May Murr vorgeschlagen wurde, einem bekannten Schriftsteller und Forscher für altlibanesische Geschichte und treuem Unterstützers Akls. Diese Partei war eine nicht-konfessionelle Partei, die sich nach dem libanesischen Nationalismus richtete. Während des libanesischen Bürgerkrieges diente Akl als spiritueller Leiter der libanesisch-nationalistischen Bewegung Wächter der Zedern (arabisch حرّاس الأرز), welche von Étienne Saqr geleitet wurde.

## Libanesische Sprache und Alphabet
Akl war Verfechter der Unabhängigkeit der libanesischen Sprache von der arabischen. Obgleich er den Einfluss des Arabischen anerkannte, argumentierte er, dass das libanesische Alphabet in gleichem Maße, wenn nicht mehr von der phönizischen Sprache beeinflusst wurde und bewarb den Gebrauch des modifizierten lateinischen Alphabets anstatt des arabischen.
Das von ihm entworfene Alphabet für die libanesische Sprache verwendet zusätzlich zum lateinischen Alphabet einige neu entwickelte Schriftzeichen und einige akzentuierte Buchstaben, um der libanesischen Phonologie zu entsprechen. Das von Akl entworfene libanesische Alphabet besteht aus 36 Schriftzeichen. Das vorgeschlagene Alphabet war wie folgt:
| Position | Position | Arabisches Schriftzeichen | Akl-Schriftzeichen          | Klassischer Name | Akl Levantinischer Name |
| Akl      | Hijā'ī   | Arabisches Schriftzeichen | Akl-Schriftzeichen          | Klassischer Name | Akl Levantinischer Name |
| -------- | -------- | ------------------------- | --------------------------- | ---------------- | ----------------------- |
| 1        | 1        | ا                         | C [C with stroke diacritic] | alif             | caleef                  |
| 2        | 2        | ب                         | B                           | bā'              | be                      |
| 3        | 2        | پ                         | P                           | (pā')            | pe                      |
| 4        | 3        | ت                         | T                           | tā'              | te                      |
| 4        | 4        | ث                         | T [merges with te]          | thā'             | te                      |
| 5        | 16       | ط                         | T [T with stroke diacritic] | tā'              | taah                    |
| 6        | 5        | ج                         | J                           | jĩm              | jiin                    |
| 7        | 6        | ح                         | X                           | ḥā’              | xe                      |
| 8        | 7        | خ                         | K                           | khā’             | ke                      |
| 9        | 8        | د                         | D                           | dāl              | daal                    |
| 9        | 9        | ذ                         | D [merges with daal]        | dhāl             | daal                    |
| 10       | 15       | ض                         | D with (space) diacritic    | ḍād              | daad                    |
| 11       | 10       | ر                         | R                           | rā               | re                      |
| 12       | 11       | ز                         | Z                           | zayn/zāy/zā      | zayn                    |
| 13       | 17       | ظ                         | ƶ [Z with diacritic]        | ẓā’              | ƶaah                    |
| 14       | 12       | س                         | S                           | sĩn              | siin                    |
| 15       | 14       | ص                         | S [S with diacritic]        | ṣād              | saad                    |
| 16       | 13       | ش                         | C                           | shĩn             | ciin                    |
| 17       | 18       | ع                         | Ý [Y with diacritic]        | ‘ayn             | ýayn                    |
| 18       | 19       | غ                         | G                           | ghayn            | gayn                    |
| 19       | 21       | ق                         | G with (space) diacritic    | qāf              | ge                      |
| 20       | 20       | ف                         | F                           | fā'              | fe                      |
| 21       | 20       | ڤ                         | V                           | (vā')            | ve                      |
| 22       | 22       | ك                         | Q                           | kāf              | qaaf                    |
| 23       | 23       | ل                         | L                           | lām              | laam                    |
| 24       | 24       | م                         | M                           | mĩm              | miim                    |
| 25       | 25       | ن                         | N                           | nūn              | nuun                    |
| 26       | 26       | ه                         | H                           | hā'              | he                      |
| 27       | 27       | و                         | W                           | wāw              | waaw                    |
| 28       | 30       | ـَ                         | A                           | fatḥah           | a                       |
| 29       | 33       | ـَا                        | AA/A with diacritic         | fatḥah alif      | aa                      |
| 30       | 31       | ـِ                         | I                           | kasrah           | i                       |
| 30       | 34       | ـِي                        | (II)                        | kasrah yā'       | ii, i (word finally)    |
| 31       | 36       | ـَي                        | E                           | fatḥah yā’       | e                       |
| 32       | 29       | ـَ                         | E with truncation           | fatḥah           | e/ə                     |
| 33       | 37       | ـَو                        | O                           | fatḥah wāw       | o                       |
| 34       | 32       | ـُ                         | U                           | ḍammah           | u                       |
| 35       | 35       | ـُو                        | UU/U with diacritic         | ḍammah wāw       | uu, u (word finally)    |
| 36       | 28       | ي                         | Y                           | yā'              | ye                      |

Beginnend in den 1970ern fing Akl an, einen Preis für das beste in libanesischem Arabisch geschriebene Essay auszuloben. Seitdem wurden die Saïd-Akl-Auszeichnungen an verschiedene libanesische Intellektuelle und Künstler vergeben. Er veröffentlichte seinen Gedichtband Yara, welcher nur das von ihm vorgeschlagene libanesische Alphabet verwendet, welches somit das erste Buch wurde, das jemals in dieser Form veröffentlicht wurde. Später publizierte er darüber hinaus sein Gedichtbuch Khumasiyyat in selbigem Alphabet. Darüber hinaus veröffentlichte er die Boulevardzeitung Lebnaan in diesem libanesischen Dialekt. Diese wurde in zwei Versionen herausgegeben, لبنان (Transliteration und Betonung Lubnān, was Libanon auf Arabisch bedeutet), welche den libanesischen Dialekt verwendet und im traditionellen arabischen Alphabet verfasst wurde, und das andere, Lebnaan (libanesisch für Libanon), in dem von ihm vorgestellten libanesischen Latein-basierten Alphabet.

## Werke
Akl verfasste eine Reihe von Schriftstücken, die von Theaterstücken, Epen, Poesie bis hin zu Lichttexten reichen. Seine Erstveröffentlichung fand im Jahr 1935 statt, ein Theaterstück, geschrieben auf Arabisch. Seine Werke sind entweder in libanesischem Arabisch, Arabisch oder Französisch verfasst. Er ist auch bekannt dafür, Liedtexte für viele bekannte Stücke verfasst zu haben, darunter das Lied Zahrat al Madaen (arabisch زهرة المدائن), gesungen von Fairuz.
- 1935: Bint Yifta' (Theater) – (auf Arabisch بنت يفتاح)
- 1937: Al Majdaliyyah (Epos) – (auf Arabisch المجدليّة)
- 1944: Qadmos (Theater) – (auf Arabisch قدموس)
- 1950: Rindalah – (auf Arabisch رندلى)
- 1954: Mushkilat al Nukhba – (auf Arabisch مشكلة النخبة)
- 1960: Ajmal minki…? La! – (auf Arabisch أجمل منك...؟ لا)
- 1960: Lubnaan in haka – (auf Arabisch لبنان إن حكى)
- 1961: Ka’s el Khamr (auf Arabisch كأس الخمر)
- 1961: Yara (using his designed Lebanese alphabet) (auf Arabisch يارا)
- 1961: Ajraas al Yasmeen (auf Arabisch أجراس الياسمين)
- 1972: Kitab al Ward (auf Arabisch كتاب الورد)
- 1979: Qasaed min Daftari (auf Arabisch قصائد من دفتري)
- 1974: Kama al A'mida (auf Arabisch كما الأعمدة)
- 1978: Khumasiyyat (Verwendung des von ihm entworfenen libanesischen Alphabet) (auf Arabisch خماسيّات)

1981 veröffentlichte er darüber hinaus französische Gedichte.

## Populärkultur
Hymnen
- Akl schlug den Liedtext für die Hymne der pan-syrischen Sozial-Nationalistischen Partei vor, diese wurde jedoch von dessen Gründer Antun Saadeh zurückgewiesen, der eine andere Hymne vorschlug, die dieser im Gefängnis geschrieben hatte. Als er nach dem Inhalt gefragt wurde, bestritt Akl, den Text verfasst zu haben, und nannte einen gewissen Wadih Khalil Nasrallah (einen ehelichen Verwandten Akls) als Verfasser des Liedtextes.
- Akl schrieb die Hymne einer anderen pan-arabischen Bewegung, Jam'iyyat al Uruwwa al Wuthqa (auf Arabisch جمعية العروة الوثقى).

Liedtexte
Akl hat darüber hinaus Gedichte geschrieben, die zu pan-arabische Hymnen wurden und mit Musik der Rahbani Brothers unterlegt und von der libanesischen Diva Feyrouz gesungen wurde. Unter anderem handelt es sich bei diesen um Zahrat al Madaen (auf Arabisch زهرة المدائن) über Palestina, Ghannaytou Makkah (auf Arabisch غنّيتُ مكة) über den Islam und Saailiini ya Sham (auf Arabisch سائليني يا شام) über Syrien, Ruddani ila biladi  (auf Arabisch ردني إلى بلادي) über den Libanon und Ummi ya malaki (auf Arabisch أمي يا ملاكي), welcher von seiner Mutter handelte.
Medien
Said Akl schrieb als Journalist in verschiedenen Publikationen, darunter der libanesischen Zeitung Al-Jarida und dem wöchentlich erscheinenden Magazin Al-Sayyad. In den 1990er Jahren hatte Akl darüber hinaus eine auf der Titelseite veröffentlichte persönliche Kolumne in der libanesischen Zeitung As-Safir.